# Vadlazarenkovita
La vadlazarenkovita és un mineral de la classe dels sulfurs. Rep el nom en honor del professor Vadim Grigorievich Lazarenkov (Вадим Григорьевич Лазаренков) (1933–2014), científic soviètic i rus per les seves destacades contribucions a la geologia, la geoquímica i la mineralogia de PGE.

## Característiques
La vadlazarenkovita és un sulfur de fórmula química Pd₈Bi₁.₅Te₁.₂₅As₀.₂₅. Va ser aprovada com a espècie vàlida per l'Associació Mineralògica Internacional en el mes d'agost de l'any 2023, i va ser publicada a la revista internacional Mineralogical Magazine per Anatoly V. Kasatkin et al. en el mes de novembre de l'any següent amb el títol «Vadlazarenkovite, Pd₈Bi₁.₅Te₁.₂₅As₀.₂₅, a new mineral isotypic with mertieite from the Konder massif, Far East, Russia». Cristal·litza en el sistema trigonal.

## Formació i jaciments
Va ser descoberta al massís de Konder, dins el districte d'Ayan-Maya (Krai de Khabàrovsk, Rússia), sent aquest indret l'únic a tot el planeta on ha estat descrita aquesta espècie mineral.